# 베스 하울랜드
베스 하울랜드(Beth Howland, 1941년 5월 28일 ~ 2015년 12월 31일)는 미국의 배우이다.

## 출연 작품
- 카리브해의 비밀 (1983)
- 사랑의 유람선 (1977)
- 릴 애브너 (1959)